# Энглвуд (Нью-Джерси)
Энглвуд (англ. Englewood) — город в округе Берген, штат Нью-Джерси, США.
Здесь провела своё детство Анна Рочестер оставившая заметный след в истории США.

## География
Энглвуд находится на 40°53’36" северной широты, 73°58’33" западной долготы (40.893343, −73.975801).
Согласно United States Census Bureau город имеет площадь 12,8 км², из которых 4,9 квадратных мили (12,7 км²) это земля и 0,470 % это вода.